# ĒlDLIVE
ēlDLIVE (エルドライブ【ēlDLIVE】?, Erudoraibu) è un manga scritto e disegnato da Akira Amano, serializzato da Shūeisha prima sul Jump Live da agosto 2013 e poi sullo Shonen Jump+ da settembre 2014. Un adattamento anime, prodotto da Pierrot e acquistato in Italia da Yamato Video, è stato trasmesso in Giappone tra l'8 gennaio e il 26 marzo 2017.

## Personaggi
Chūta Kokonose (九ノ瀬 宙太?, Kokonose Chūta)
Doppiato da: Ayumu Murase
Misuzu Sonokata (其方 美鈴?, Sonokata Misuzu)
Doppiata da: Saori Hayami
Lane Brick (レイン・ブリック?, Rein Burikku)
Doppiato da: Tatsuhisa Suzuki
Dorū (ドルー?)
Doppiato da: Rie Kugimiya
Chips (チップス?, Chippusu)
Doppiato da: Daiki Kobayashi
Beronica (ベロニカ?, Beronika)
Doppiata da: Riho Iida
Ninotchka (ニノチカ?, Ninochika)
Doppiata da: Linn
Dr. Ravu (Dr.ラヴ?)
Doppiato da: Yoshitsugu Matsuoka

## Media

### Manga
Il manga, scritto e disegnato da Akira Amano, dopo essere stato serializzato sul webzine Jump Live di Shūeisha a partire da agosto 2013, ha continuato la pubblicazione online sullo Shonen Jump+ da settembre 2014 fino alla sua conclusione avvenuta nel novembre 2018. Il primo volume tankōbon è stato pubblicato il 4 dicembre 2013 e al 4 gennaio 2019 ne sono stati messi in vendita in tutto undici. Nel 2014 i primi tre capitoli della serie sono stati resi disponibili in lingua inglese da Viz Media.

#### Volumi
| Season | Data di prima pubblicazione | Data di prima pubblicazione | Data di prima pubblicazione |
| Season | Giapponese                  | Giapponese                  |                             |
| ------ | --------------------------- | --------------------------- | --------------------------- |
| 1      | 4 dicembre 2013             | ISBN 978-4-08-870887-4      |                             |
| 2      | 2 maggio 2014               | ISBN 978-4-08-880116-2      |                             |
| 3      | 4 febbraio 2015             | ISBN 978-4-08-880288-6      |                             |
| 4      | 4 agosto 2015               | ISBN 978-4-08-880537-5      |                             |
| 5      | 4 marzo 2016                | ISBN 978-4-08-880595-5      |                             |
| 6      | 4 agosto 2016               | ISBN 978-4-08-880768-3      |                             |
| 7      | 31 dicembre 2016            | ISBN 978-4-08-880897-0      |                             |
| 8      | 4 luglio 2017               | ISBN 978-4-08-881130-7      |                             |
| 9      | 2 febbraio 2018             | ISBN 978-4-08-881352-3      |                             |
| 10     | 3 agosto 2018               | ISBN 978-4-08-881545-9      |                             |
| 11     | 4 gennaio 2019              | ISBN 978-4-08-881707-1      |                             |

### Anime
Annunciato il 3 marzo 2016 da Shūeisha, un adattamento anime, prodotto da Pierrot per la regia di Takeshi Furuta e Tomoya Tanaka, è andato in onda dall'8 gennaio al 26 marzo 2017. Le sigle di apertura e chiusura sono rispettivamente Our sympathy di Alfakyun e Kimi no koe ga… (キミノコエガ…?) dei The Super Ball. In Italia gli episodi sono stati trasmessi da Yamato Video prima in streaming in simulcast su YouTube e poi in TV dal 9 marzo al 25 maggio 2017 su Man-ga. In altre parti del mondo, invece, i diritti sono stati acquistati da Crunchyroll.

#### Episodi
| Nº | Titolo italiano Giapponese 「Kanji」 - Rōmaji                                                             | In onda          | In onda        |
| Nº | Titolo italiano Giapponese 「Kanji」 - Rōmaji                                                             | Giapponese       | Italiano       |
| 1  | Chuta, la voce e l'esame di qualifica 「宙太と声と採用試験」 - Chūta to koe to saiyō shiken               | 8 gennaio 2017   | 9 marzo 2017   |
| 2  | Super Cool Space Girl 「スーパー・クール・スペース・ガール」 - Sūpā Kūru Supēsu Gāru                      | 15 gennaio 2017  | 16 marzo 2017  |
| 3  | Inseguiamo il taccheggiatore! 「万引き犯を追え！」 - Manbiki-han o oe!                                    | 22 gennaio 2017  | 23 marzo 2017  |
| 4  | Un inseguitore dal passato, parte prima 「過去からの追撃者・その１」 - Kako kara no tsuigeki-sha sono 1   | 29 gennaio 2017  | 30 marzo 2017  |
| 5  | Un inseguitore dal passato, parte seconda 「過去からの追撃者・その２」 - Kako kara no tsuigeki-sha sono 2 | 5 febbraio 2017  | 6 aprile 2017  |
| 6  | Qualcosa in cui credere, parte prima 「シンジラレルモノ・その１」 - Shinjirareru mono sono 1              | 12 febbraio 2017 | 13 aprile 2017 |
| 7  | Qualcosa in cui credere, parte seconda 「シンジラレルモノ・その２」 - Shinjirareru mono sono 2            | 19 febbraio 2017 | 20 aprile 2017 |
| 8  | Qualcosa in cui credere, parte terza 「シンジラレルモノ・その３」 - Shinjirareru mono sono 3              | 26 febbraio 2017 | 27 aprile 2017 |
| 9  | La menzogna di Misuzu 「美鈴の嘘」 - Misuzu no uso                                                        | 5 marzo 2017     | 4 maggio 2017  |
| 10 | Acciufferò quella faccia! 「あの顔をつかまえろ」 - Ano kao o tsukamaero                                   | 12 marzo 2017    | 11 maggio 2017 |
| 11 | La tua voce… 「キミノコエガ…」 - Kimi no koe ga…                                                          | 19 marzo 2017    | 18 maggio 2017 |
| 12 | Our sympathy 「Our sympathy」                                                                             | 26 marzo 2017    | 25 maggio 2017 |